# Omont
Omont is een gemeente in het Franse departement Ardennes in de regio Grand Est en maakt deel uit van het arrondissement Charleville-Mézières. De gemeente telde 72 inwoners op 1 januari 2022.

## Geografie
De oppervlakte van Omont bedraagt 17,96 vierkante kilometer; Op 1 januari 2022 was de bevolkingsdichtheid 4 inwoners per km².
De onderstaande kaart toont de ligging van Omont met de belangrijkste infrastructuur en aangrenzende gemeenten.

## Geschiedenis
Omont neemt een bijzondere plaats in tijdens de middeleeuwen. Het is dan het belangrijkste bestuurlijk centrum van de regio.
Tijdens de laatste twee decennia van de negende eeuw laat aartsbisschop Fulco van Reims (883 tot 900) de eerste vesting bouwen op de heuvelkam van Omont. Waarschijnlijk om zijn land te beschermen tegen de invallen van Vikingen.
De plek was strategisch gekozen. Het is de hoogste heuvel in de omgeving, pal naast de koninklijke domeinen van Vendresse vallend onder Odo van Frankrijk, op de grens van het Frankische Rijk. Het gebied behoorde toentertijd toe aan Lotharingen.
Begin elfde eeuw was Omont even de hoofdstad van de provincie. Echter in 1020, verliest Omont deze belangrijke titel al en wordt onderdeel van de nieuwe provincie van Rethel. Een pauselijke bul uit 1179 noemt "provincie Omont" en schrijft deze toe aan de aartsbisschop van Reims.
Omont maakte deel uit van het kanton Omont tot het op 22 maart 2015 werd opgeheven en de gemeenten werden opgenomen in het op die dag gevormde kanton Nouvion-sur-Meuse.

### Het kasteel van Omont
Er is geen tekening of plattegrond van het kasteel dat eind zestiende eeuw werd verwoest. Gezien de bouwperiode en de overeenkomstige situatie boven op een heuvelkam, wordt ervan uitgegaan dat de opbouw en de vorm vergelijkbaar was met die van het Kasteel van Bouillon.
In september 1591 liet hertog Lodewijk IV van Nevers en Rethel, lid van de Ligue, na een belegering het immense kasteel bestaande uit vier aaneengeschakelde voorburgten met de grond gelijk maken.

## Demografie
Onderstaande figuur toont het verloop van het inwonertal.
Vanwege een beveiligingsprobleem met de MediaWiki Graph-software is het momenteel niet mogelijk deze grafiek weer te geven. Zodra de software is bijgewerkt zal de grafiek vanzelf weer zichtbaar worden.
Les Ayvelles · Baâlons · Boulzicourt · Bouvellemont · Chagny · Chalandry-Elaire · Champigneul-sur-Vence · Dom-le-Mesnil · Étrépigny · Évigny · Flize · Guignicourt-sur-Vence · Hannogne-Saint-Martin · La Horgne · Mazerny · Mondigny · Montigny-sur-Vence · Nouvion-sur-Meuse · Omicourt · Omont · Poix-Terron · Saint-Marceau · Saint-Pierre-sur-Vence · Sapogne-et-Feuchères · Singly · Touligny · Vendresse · Villers-le-Tilleul · Villers-sur-le-Mont · Vrigne-Meuse · Warnécourt · Yvernaumont